# Otakar Moc
Otakar Moc (1. února 1918 Vápno – 10. srpna 1969 Ústí nad Labem) byl český katolický kněz litoměřické diecéze, administrátor katedrály sv. Štěpána v Litoměřicích a historik.

## Život
Po skončení II. světové války a vysídlení německy mluvících obyvatel Litoměřic, působil jako kněz pro česky mluvící obyvatelstvo v Litoměřicích v katedrále sv. Štěpána. V roce 1947 publikoval své dílo, v němž pojednal o litoměřických kostelech a zachytil jejich aktuální stav. Dále byl poslán do farnosti Všejany u Nymburku, kterou spravoval do 30. července 1954. Od 1. srpna 1954 byl jmenován administrátorem katedrály v Litoměřicích. Od 1. září 1956 se stal administrátorem ve farnosti v Mojžíři u Ústí nad Labem. Byl sledován Státní bezpečností v Ústí nad Labem, která na něj od 21. listopadu 1958 do 21. května 1968 vedla spis.
Z jeho působení v Mojžíři je známo, že byl oblíbený jako duchovní správce a vynikající zpěvák, který ovlivnil řadu lidí, mj. např. Petra Hanniga, pozdějšího zpěváka a skladatele, kdysi varhaníka v Mojžíři. Při příležitosti 50. narozenin od 1. února 1968 byl jmenován osobním farářem. Otakar Moc zemřel 10. srpna 1969 a pochován byl ve farnosti Hlavice dne 14. srpna 1969.